# NGC 6213
NGC 6213 este o galaxie situată în constelația Dragonul. A fost descoperită în 25 iunie 1887 de către Lewis A. Swift.